# St. Mauritius (Büderich)

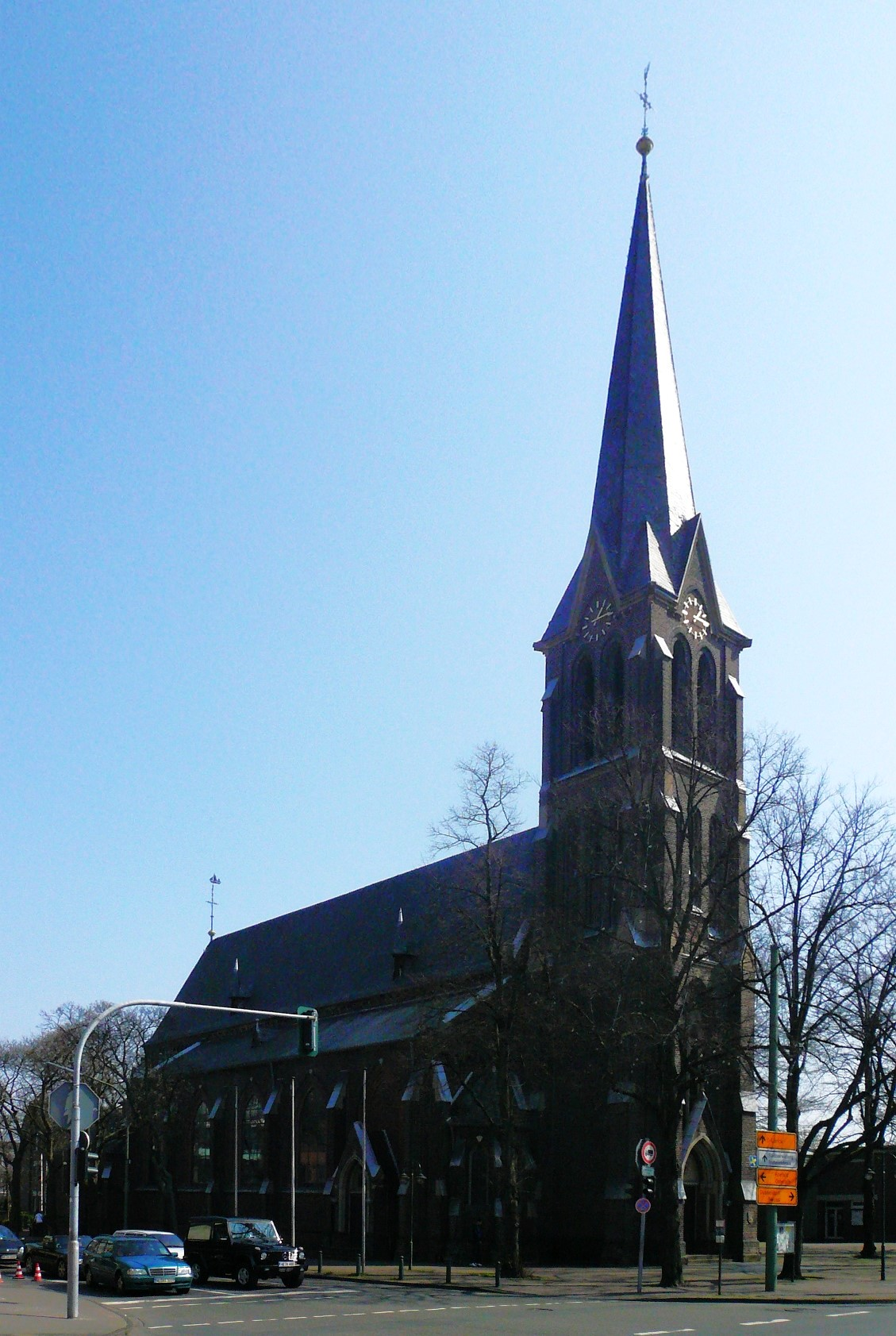
St. Mauritius

St. Mauritius ist die römisch-katholische Pfarrkirche im Stadtteil Büderich von Meerbusch.
1891 brannte die alte romanische Kirche aus dem 13. Jahrhundert bis auf den Turm ab. Daraufhin wurde der Kölner Architekt Theodor Roß mit der Errichtung einer neuen Kirche beauftragt. Sie sollte jedoch nicht an der Stelle der alten Kirche errichtet werden, sondern an einem zentraleren Ort der Gemeinde.
Die Kirche ist eine dreischiffige neugotische Backsteinkirche, bestehend aus einem großen Mittelschiff und zwei wesentlich schmaleren Seitenschiffen. Die Schiffe sind durch schwarze Marmorsäulen getrennt. Der Kirchturm ist mit 54 Metern das höchste Gebäude der Stadt Meerbusch. St. Mauritius wurde 1893 erbaut. Die offizielle Grundsteinlegung fand  am 19. März 1893 statt. Die Mauern waren jedoch schon zu diesem Zeitpunkt bis auf Fensterhöhe gewachsen. Am 24. Oktober 1893 fand die Kirchweihe statt. Der Bau kostete damals die gewaltige Summe von 116639 Goldmark. Die Kirche steht unter Denkmalschutz.